# Jules Benchetrit
Pour les articles homonymes, voir Benchetrit.
Jules Benchetrit, né le 17 avril 1998, est un acteur français.

## Biographie

### Famille
Jules Benchetrit est le fils du réalisateur et acteur Samuel Benchetrit et de l'actrice Marie Trintignant (1962-2003). Il perd sa mère à l'âge de 5 ans, morte à Neuilly-sur-Seine, rapatriée de Vilnius (Lituanie) tuée par son compagnon, Bertrand Cantat, chanteur du groupe Noir Désir. Depuis 2018, sa belle-mère est Vanessa Paradis. 
Ses grands-parents maternels sont l'acteur-réalisateur Jean-Louis Trintignant (1930-2022) et la réalisatrice Nadine Trintignant. Il est le neveu de l'acteur-réalisateur Vincent Trintignant, le petit-neveu des acteurs Christian Marquand (1927-2000) et Serge Marquand (1930-2004), l'arrière petit-neveu des pilotes automobiles Louis Trintignant (1903-1933) et Maurice Trintignant (1917-2005).
Il est également le demi-frère de Roman Kolinka, acteur et restaurateur (fils de Marie Trintignant et du musicien Richard Kolinka), de Léon Othnin-Girard (fils de Marie Trintignant et du technicien du spectacle Mathias Othnin-Girard), de Paul Cluzet, acteur (fils de Marie Trintignant et de l'acteur François Cluzet) et de Saül Benchetrit, actrice (fille de Samuel Benchetrit et de la comédienne Anna Mouglalis)

### Études et carrière
Jules Benchetrit fait des études de photographie au lycée Brassaï de Paris.
Il commence sa carrière au cinéma dans deux films réalisés par son père : Chez Gino (2011) et Asphalte (2015).
En 2018, il tient le premier rôle du film de Ludovic Bernard intitulé Au bout des doigts.
Il fait partie des 34 révélations identifiées par l'Académie des César pour l'année 2019.
Il est également membre du jury court métrage de la 30e édition du Festival international du film fantastique de Gérardmer, de 2023.

## Filmographie

### Cinéma

#### Longs métrages
- 2011 : Chez Gino de Samuel Benchetrit : Gino enfant
- 2014 : Une rencontre de Lisa Azuelos : Louis
- 2015 : Asphalte de Samuel Benchetrit : Charly
- 2018 : Au bout des doigts de Ludovic Bernard : Mathieu Malinski
- 2021 : Cette musique ne joue pour personne de Samuel Benchetrit : Rudy
- 2021 :  Les Olympiades : le garçon qui danse

#### Courts métrages
- 2016 : Comme les autres de Paul Decerisy : Maxime
- 2022 : Béni de Hugo Cappoen : Benny

### Télévision
- 2023 : Bardot (mini série) de Christopher Thompson et Danièle Thompson : Sami Frey
- 2023 : BRI, série télévisée de Jérémie Guez : Niko avec un K
- Date inconnue : 9.3 BB, série télévisée de Abd Al Malik : Raphaël

### Clips vidéos
- 2023 : Action de Oscar Lesage [2]